# AS Dolj
El AS Dolj fue un equipo de fútbol de Rumania que alguna vez jugó en la Liga I, la primera división de fútbol en el país.

## Historia
Fue fundado en el año 1940 en la ciudad de Craiova del distrito de Dolj con el nombre FC Craiova luego de la fusión de los equipos Craiu Craiovan y Rovine Grivita e ingresó inmediatamente a la Liga I.
En su temporada de debut en 1940/41 terminó en noveno lugar, la última temporada oficial previa a la cancelación de la liga a causa de la Segunda Guerra Mundial. En la temporada de 1942/43 es intentó reanudar la liga, en donde el FC Craiova a mediados de temporada marchaba de líder y se reconoció como campeón en la edición llamada Campeonato de Guerra, pero esta edición no es reconocida oficialmente por parte de la Federación Rumana de Fútbol por la Segunda Guerra Mundial.
La primera edición oficial después de la Segunda Guerra Mundial fue la de 1946/47, en la cual el FC Craiova terminó en último lugar entre 14 equipos, en donde apenas logró 4 puntos y recibió 113 goles en 26 partidos, uno de los promedios más altos de goles recibidos en una temporada de la Liga I.
En la temporada de 1947/48 cambia su nombre por el de AS Dolj desciende a la Liga III, donde permanece por una temporada hasta su desaparición al terminar la temporada 1948/49.

## Palmarés
- Campeonato de Guerra de Rumania: 1

1942/43